# 刘德琛
刘德琛（1922年—2007年），男，直隶（今河北）巨鹿人，中华人民共和国政治人物，曾任甘肃省军区副司令员兼参谋长、顾问，甘肃省政协副主席。